# M/S Majesty of the Seas
M/S Majesty of the Seas är ett kryssningsfartyg som tidigare ägts av det norsk-amerikanska rederiet Royal Caribbean International. Det var det minsta fartyg som rederiet ägde och seglade kortare kryssningar på 3 och 4 nätter från Florida. 
Sedan december 2020 ägs fartyget av det Grekiska rederiet Seajets. Fartyget är upplagt i Eleusis bay.